# Claes Livijn
Claes Livijn, född 1905, död 1993. Svensk civilekonom, reklamman, journalist och musiker (trumslagare).
Livijn, som tillhörde en gammal stockholmssläkt, var son till en vice häradshövding, vilken dock avled i spanska sjukan innan sonen kommit i tonåren. Han växte därefter upp med sin mor under relativt knappa omständigheter i Stockholm men skaffade sig en förkärlek för musik och började spela trummor.
Efter skolgång vid Östra Real och Schartaus handelsinstitut studerade Livijn vid Handelshögskolan i Stockholm. Parallellt grundade han, tillsammans med bland annat Sven Arefeldt, studentorkestern TOGO vars drivande kraft han skulle förbli i 25 år. Orkestern spelade på olika danspalats i Stockholm och framträdde även i radio, ibland i samband med att Livijn i det senare mediet framträdde som musikkåsör och ett slags dåtida discjockey. I en intervju med musikjournalisten Oscar Hedlund berättade Livijn om sin tid som hyperaktiv amatörmusiker:
Jazzen kom och tog ungdomen, hela 30-talet var ett dunkande rus. [- - -] Vi slog igenom i skyltfönstret hos Gottfrid Johanssons musikhandel vid Järntorget där vi satt och hade svärtats med sot och skokräm för att leva upp till presentationen "vilda jazznegrer".
Vid sidan av musicerandet inledde Livijn också en professionell karriär inom framför allt bilbranschen där han i ett par längre omgångar arbetade för den svenska importören av Ford, bland annat som försäljnings- och PR-chef. Han medverkade också, särskilt efter sin pensionering, som skribent i reklam- och transportfrågor i många facktidskrifter. Han var även en tid redaktör för Svensk Motortidning.
Claes Livijn gifte sig 1937 med Astri Schultz (död 1989) och fick med henne två söner. Hans egenhändigt dekorerade trumset från tiden med TOGO finns numera på Musikmuseet i Stockholm.